# 15e régiment de cavalerie (Prusse)
Le 15e régiment à cheval de Prusse, en allemand : 15. (Preußisches) Reiter-Regiment, est une unité de cavalerie formée par la Reichswehr. Il a été rebaptisé 15e régiment de cavalerie après 1936.

## Historique
Le régiment est formé le 1er mai 1920 à l'époque de l'armée de transition en Allemagne, saignée par la guerre. Il ajoute « de Prusse » le 29 mai 1922. Après que la Wehrmacht remplace la Reichswehr, le régiment prend le nom officiel de 15e régiment de cavalerie, le 1er juillet 1936. Dans le cadre de la mobilisation de 1939, le régiment a été démantelé et a formé ensuite les départements de reconnaissance (Aufklärungs-Abteilungen) 6, 16, 26 et des parties des unités de reconnaissance 169 et 186. 

## Garnisons

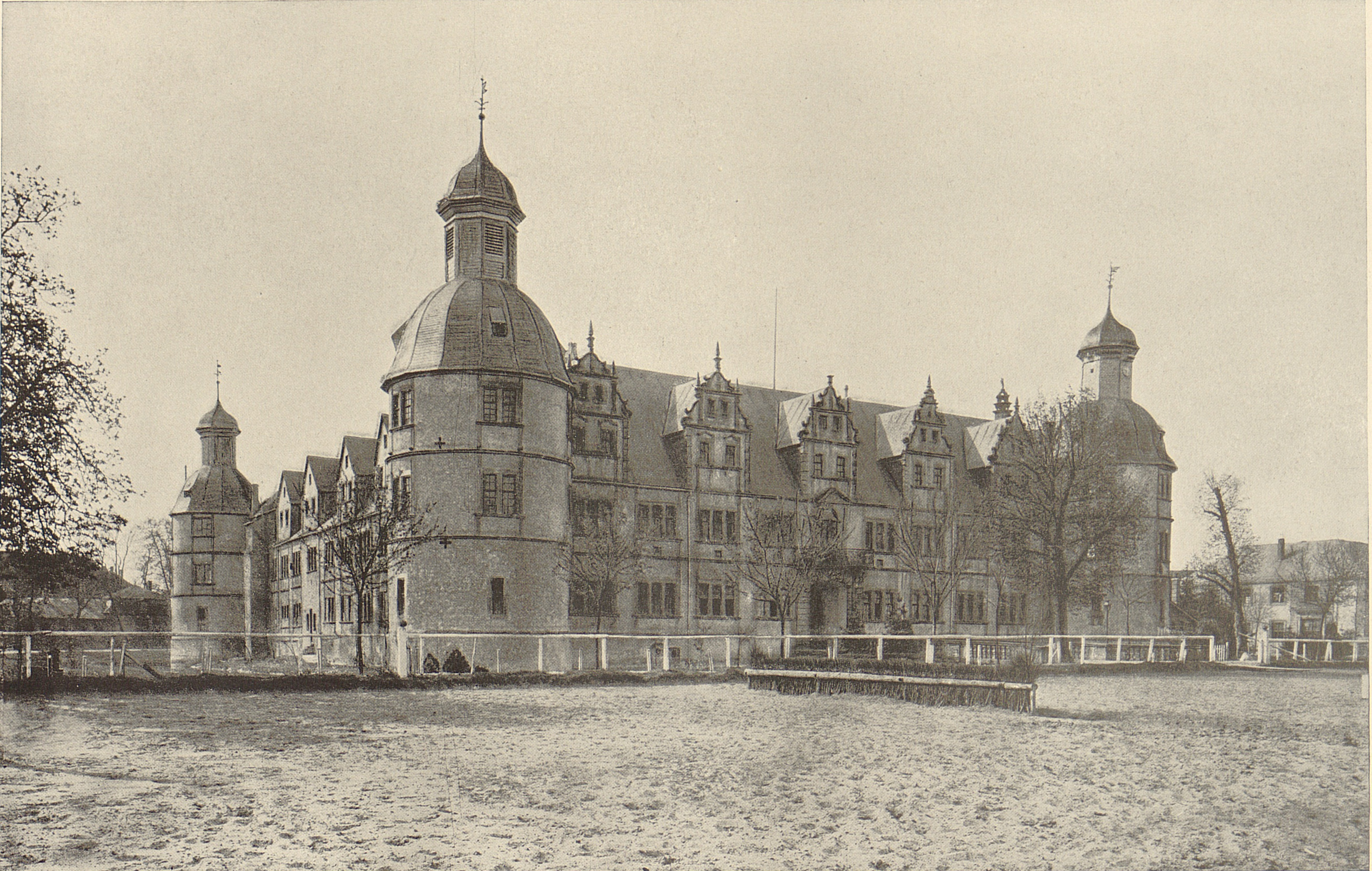
Le château Neuhaus avec sa carrière, pour le saut d'obstacles (côté nord).

- Paderborn, Abdinghofkloster : état-major du régiment et escadron de formation
- Paderborn, château Neuhaus : 1er et 2e escadron
- Münster : 3e, 4e et 6e escadron

## Commandants
- Major Ehrenreich von Manstein, 1er mai 1920-15 juin 1921
- Lieutenant-colonel/colonel Wilhelm von Bloedau, 16 juin 1921-30 septembre 1923
- Lieutenant-colonel-comte Konrad von Korff gennant Schmising, 1er octobre 1923-31 janvier 1927
- Lieutenant-colonel/colonel-baron Franz Maria von Dalwigk zu Lichtenfels, 1er février 1927-30 septembre 1931
- Lieutenant-colonel-colonel-baron Arnold von Biegeleben, 1er octobre 1931-30 avril 1935

## Organisation
Le régiment appartient à la 3e division de cavalerie, dont l'état-major est à Cassel, ensuite il est incorporé au VIe corps d'armée de la Wehrmacht.
Il est formé de son état-major et de six escadrons :
- 1er escadron, issu du Reichswehr-Eskadron 331,
- 2e escadron, issu du Reichswehr-Kavallerie-Regiment 7 et du Reichswehr-Eskadron 208,
- 3e escadron, issu du Reichswehr-Eskadron 231
- 4e escadron, issu du Reichswehr-Eskadron 131,
- 5e escadron (de formation), issu du Reichswehr-Kavallerie-Regiment 10
- 6e escadron, issu du Reichswehr-Kavallerie-Regiment 7

## Anciens compagnons de régiment
- Baron Georg von Boeselager
- Baron Philipp von Boeselager
- Paul Stecken